# Sobás
Sobás es una localidad española de la Provincia de Huesca perteneciente al municipio de Yebra de Basa, en la comarca del Alto Gállego.
El pueblo tiene una iglesia, hoy en ruinas, una casa-torre defensiva típica del Serrablo, la Casa Torre, así como varias casas típicas de la arquitectura popular aragonesa: la casa Castiella, la casa Casona, la casa Casbas (construida en 1585) y la casa Cajal.